# Les Tavernes

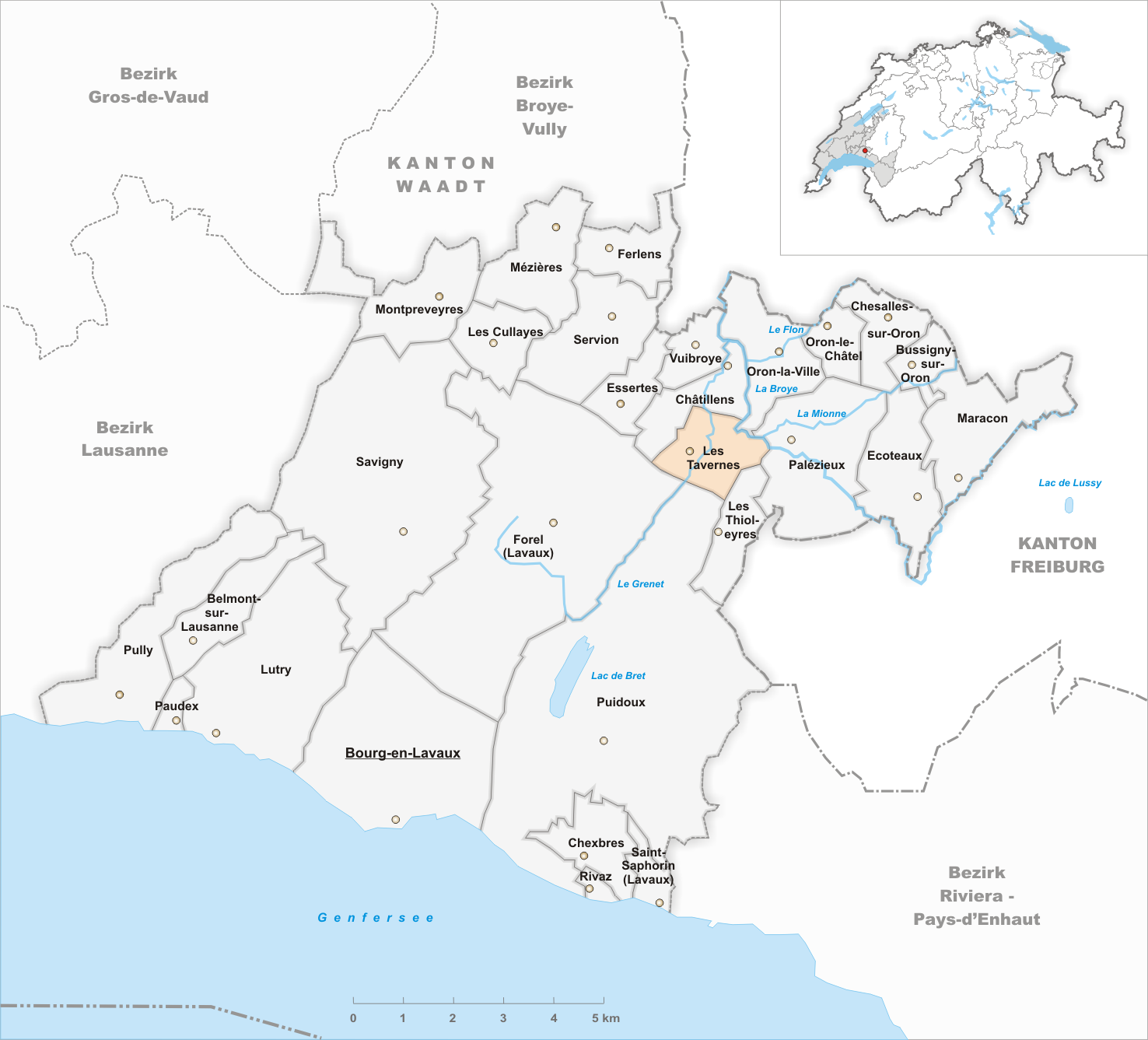
Gemeindestand vor der Fusion am 31. Dezember 2011

Les Tavernes war bis zum 31. Dezember 2011 eine politische Gemeinde im Distrikt Lavaux-Oron des Kantons Waadt in der Schweiz. Am 1. Januar 2012 fusionierte sie mit Oron. Auf dem ehemaligen Gemeindegebiet von Les Tavernes befand sich die ehemalige Abtei Haut-Crêt.

## Geographie
Les Tavernes liegt auf 641 m ü. M., zwei Kilometer südsüdwestlich von Oron-la-Ville und 15 Kilometer östlich der Kantonshauptstadt Lausanne (Luftlinie). Die Streusiedlungsgemeinde erstreckt sich im breiten Talkessel der Haute-Broye, auf einer Terrasse westlich der Broye leicht erhöht, in der östlichen Randzone des Waadtländer Mittellandes.
Die Fläche des 2,3 km² grossen ehemaligen Gemeindegebiets umfasst einen Abschnitt des oberen Broyetals und der angrenzenden Molassehöhen. Der westliche ehemalige Gemeindeteil wird vom Bach Grenet durchflossen, dessen Tal im Westen vom Bois de la Chervette, im Osten vom Waldgebiet Malatrex flankiert wird. Auf der Höhe bei Les Carboles wird mit 734 m ü. M. der höchste Punkt von Les Tavernes erreicht. Nach Nordosten erstreckt sich der ehemalige Gemeindeboden in die breite Talniederung der Broye und bis an den Rand des Bois de Chaney. Von der ehemaligen Gemeindefläche entfielen 1997 4 % auf Siedlungen, 24 % auf Wald und Gehölze, 71 % auf Landwirtschaft und rund 1 % war unproduktives Land.
Zu Les Tavernes gehören die Weiler Haut Crêt (659 m ü. M.) am westlichen Talrand der Broye, La Dause (670 m ü. M.) im Tal des Grenet sowie einige Einzelhöfe.

## Bevölkerung
Mit 130 Einwohnern (Stand 31. Dezember 2010) gehört Les Tavernes zu den kleinsten ehemaligen Gemeinden des Kantons Waadt. Von den Bewohnern sind 97,5 % französischsprachig, 1,6 % deutschsprachig und 0,8 % portugiesischsprachig (Stand 2000). Die Bevölkerungszahl von Les Tavernes belief sich 1900 auf 137 Einwohner. Danach wurde durch leichte Abwanderung bis 1990 eine Abnahme auf 101 Einwohner verzeichnet; seither stieg die Bevölkerungszahl wieder etwas an.

## Wirtschaft
Les Tavernes war bis in die zweite Hälfte des 20. Jahrhunderts ein vorwiegend durch die Landwirtschaft geprägtes Dorf. Noch heute haben der Ackerbau und die Viehzucht einen wichtigen Stellenwert in der Erwerbsstruktur der Bevölkerung. Weitere Arbeitsplätze sind im lokalen Kleingewerbe und im Dienstleistungssektor vorhanden. In den letzten Jahrzehnten hat sich das Dorf auch zu einer Wohngemeinde entwickelt. Einige Erwerbstätige sind deshalb Wegpendler, die in den umliegenden grösseren Ortschaften arbeiten.

## Verkehr
Die ehemalige Gemeinde liegt abseits der grösseren Durchgangsstrassen an einer Verbindungsstrasse von Palézieux nach Forel (Lavaux). Les Tavernes besitzt keine Anbindung an das Netz des öffentlichen Verkehrs.

## Geschichte
Seine Entstehung verdankt Les Tavernes der ehemaligen Zisterzienserabtei Haut-Crêt, die sich beim gleichnamigen heutigen Weiler befand. Mit der Einwilligung der Abtei wurde 1342 auf deren Gebiet ein Gasthaus errichtet, um das sich allmählich eine kleine Bauernsiedlung entwickelte. Zu Beginn hiess der Ort Frigida villa, im 15. Jahrhundert Tabernae und in taverna. Seit etwa 1650 ist der heutige Name überliefert, der übersetzt Weinstuben bedeutet.
Nach der Eroberung des Waadtlandes durch Bern gelangte Les Tavernes im Jahr 1557 an die bernische Landvogtei Oron. Nach dem Zusammenbruch des Ancien Régime gehörte das Dorf von 1798 bis 1803 während der Helvetik zum Kanton Léman, der anschliessend mit der Inkraftsetzung der Mediationsverfassung im Kanton Waadt aufging. 1798 wurde es dem Bezirk Oron zugeteilt. 1831 wurde in La Dause eine Schule für verwahrloste Jugendliche gegründet.